# Cyrtopholis bryantae
Cyrtopholis bryantae là một loài nhện trong họ Theraphosidae.
Loài này thuộc chi Cyrtopholis. Cyrtopholis bryantae được miêu tả năm 1995 bởi Rudloff.